# Urbain Le Verrier
Urbain Le Verrier (født 11. marts 1811, død 23. september 1877) var en fransk matematiker, som er mest kendt for at udregne eksistensen og positionen af Neptun kun ved brug af matematik.
Urbain Le Verrier er begravet på Cimetière du Montparnasse i Paris.
- Urban Le Verrier
- Statue foran Pariserobservatoriet, udført af Henri Chapu (en)
- Gravsten på Cimetière du Montparnasse - Division 11